# 1003 Lilofee
Lilofee (asteroide 1003) é um asteroide da cintura principal, a 2,6471543 UA. Possui uma excentricidade de 0,1573704 e um período orbital de 2 033,79 dias (5,57 anos).
Lilofee tem uma velocidade orbital média de 16,80434075 km/s e uma inclinação de 1,83752º.
Esse asteroide foi descoberto em 13 de setembro de 1923 por Karl Reinmuth.